# Сан-Мигел-ду-Анта
Сан-Мигел-ду-Анта (порт. São Miguel do Anta) — муниципалитет в Бразилии, входит в штат Минас-Жерайс. Составная часть мезорегиона Зона-да-Мата. Находится в составе крупной городской агломерации. Входит в экономико-статистический микрорегион Висоза. Население составляет 6882 человека на 2006 год. Занимает площадь 152,276 км². Плотность населения — 45,2 чел./км².
Праздник города — 12 декабря.

## История
Город основан 12 декабря 1953 года.

## Статистика
- Валовой внутренний продукт на 2003 год составляет 25 229 343,00 реалов (данные: Бразильский институт географии и статистики).
- Валовой внутренний продукт на душу населения на 2003 год составляет 3726,09 реалов (данные: Бразильский институт географии и статистики).
- Индекс развития человеческого потенциала на 2000 год составляет 0,717 (данные: Программа развития ООН).